# Magnólia Brasil
O Grêmio Recreativo Escola de samba Magnólia Brasil é uma escola de samba de Niterói sediada na Rua Magnólia Brasil, no bairro do Fonseca. Foi campeã do carnaval de Niterói por duas vezes, em 2020 e 2023.

## Segmentos

### Presidentes
| Nome      | Mandato        | Ref.  |
| --------- | -------------- | ----- |
| Renatinho | ? - atualidade | [ 2 ] |

### Presidentes de honra
| Nome | Mandato        | Ref. |
| ---- | -------------- | ---- |
|      | ? - atualidade |      |

### Diretores
| Ano  | Diretor de Carnaval | Diretor de harmonia | Mestre de bateria | Ref.  |
| ---- | ------------------- | ------------------- | ----------------- | ----- |
| 2015 |                     |                     |                   | [ 2 ] |
| 2017 |                     |                     |                   |       |
| 2018 |                     |                     |                   |       |
| 2019 | Bobby Brown         |                     |                   |       |

### Casal de Mestre-sala e Porta-bandeira
| Ano  | 1º Casal          | 2º Casal                     | Ref.  |
| ---- | ----------------- | ---------------------------- | ----- |
| 2013 | Bicudo e Cristina |                              |       |
| 2015 |                   |                              | [ 2 ] |
| 2017 |                   |                              |       |
| 2018 |                   |                              |       |
| 2019 |                   | Marquinho Sorriso e Verônica |       |

### Corte de bateria
| Ano  | Rainha           | Princesa        | Ref. |
| ---- | ---------------- | --------------- | ---- |
| 2016 |                  |                 |      |
| 2017 |                  |                 |      |
| 2019 | Tatiane Perfeito | Daniela Garrido | [6]  |

## Carnavais
| Ano                                                                          | Colocação                                                                    | Grupo                                                                        | Enredo                                                                       | Carnavalesco                                                                 | Intérprete                                                                   | Ref               |
| ---------------------------------------------------------------------------- | ---------------------------------------------------------------------------- | ---------------------------------------------------------------------------- | ---------------------------------------------------------------------------- | ---------------------------------------------------------------------------- | ---------------------------------------------------------------------------- | ----------------- |
| 2011                                                                         |                                                                              | BLOCO                                                                        |                                                                              |                                                                              |                                                                              |                   |
| 2012                                                                         | 3º lugar                                                                     | Grupo A                                                                      | Todos Cantam Sua Terra                                                       | Paulo Renato                                                                 | Marcelinho                                                                   |                   |
| 2013                                                                         | 2º lugar                                                                     | Grupo A                                                                      | Magnólia Brasil no mundo mágico de Walt Disney!                              | Alexandre Barbosa e Beto Borges                                              | Marcelinho                                                                   |                   |
| 2014                                                                         | 4º lugar                                                                     | Especial (primeira divisão)                                                  | Entrando com o pé direito                                                    | Alexandre Barbosa e Beto Borges                                              | Marcelinho                                                                   |                   |
| 2015                                                                         | 4º lugar                                                                     | Especial (primeira divisão)                                                  | A Magnólia conta o tempo e a hora                                            | George Alberts Borges Reis "Beto"                                            | Marcelinho                                                                   | [ 2 ] [ 3 ] [ 4 ] |
| 2016                                                                         | 8º lugar                                                                     | Especial (primeira divisão)                                                  | Canta Magnólia! Se é preconceito tô fora!                                    | Beto Reis                                                                    | Marcelinho                                                                   | [ 5 ]             |
| 2017                                                                         | 2º lugar                                                                     | Especial (primeira divisão)                                                  | Patacori Ogun. Salve São Jorge. A Magnólia Brasil canta sua Fé!              | Beto Reis                                                                    | Marcelinho                                                                   |                   |
| 2018                                                                         | 8º lugar                                                                     | Grupo A (primeira divisão)                                                   | A Face Oculta da Lua                                                         | Roberto Oliveira                                                             | Marcelinho                                                                   |                   |
| 2019                                                                         | 8º lugar                                                                     | Grupo A (primeira divisão)                                                   | A corte da Magnólia Brasil em terras Cuyabanezas                             | Roberto Oliveira                                                             | Marcelinho                                                                   |                   |
| 2020                                                                         | Campeã                                                                       | Grupo A (primeira divisão)                                                   | Estácio, berço do samba (Reedição do enredo de 1980 da Estácio de Sá)        | Roberto Oliveira                                                             | Marcelinho                                                                   | [ 6 ]             |
| Os desfiles do Carnaval 2021 foram cancelados devido a pandemia de Covid-19. | Os desfiles do Carnaval 2021 foram cancelados devido a pandemia de Covid-19. | Os desfiles do Carnaval 2021 foram cancelados devido a pandemia de Covid-19. | Os desfiles do Carnaval 2021 foram cancelados devido a pandemia de Covid-19. | Os desfiles do Carnaval 2021 foram cancelados devido a pandemia de Covid-19. | Os desfiles do Carnaval 2021 foram cancelados devido a pandemia de Covid-19. | [ 7 ]             |
| 2022                                                                         | 3º lugar                                                                     | Grupo A (primeira divisão)                                                   | Meu Sonho Astral (Reedição do enredo de 1989 da Unidos do Jacarezinho)       | Roberto Oliveira                                                             | Marcelinho                                                                   |                   |
| 2023                                                                         | Campeã                                                                       | Grupo A (primeira divisão)                                                   | Um Sorriso Negro                                                             | Roberto Oliveira                                                             | Marcelinho                                                                   |                   |
| 2024                                                                         | Vice-campeã                                                                  | Grupo A (primeira divisão)                                                   | O dia em que o Lord visitou meu Paraíso                                      | Roberto Oliveira                                                             | Marcelinho                                                                   |                   |
| 2025                                                                         |                                                                              | Grupo A (primeira divisão)                                                   | Divina Invenção! Um Brinde a Roberto Ribeiro                                 | Roberto Oliveira                                                             | Marcelinho                                                                   |                   |